# Plenas (kommunhuvudort)
Plenas är en kommunhuvudort i Spanien.   Den ligger i provinsen Provincia de Zaragoza och regionen Aragonien, i den östra delen av landet, 240 km öster om huvudstaden Madrid. Plenas ligger 824 meter över havet och antalet invånare är 127.
Terrängen runt Plenas är huvudsakligen platt, men åt sydväst är den kuperad.  Trakten runt Plenas är nära nog obefolkad, med mindre än två invånare per kvadratkilometer. Närmaste större samhälle är Herrera de los Navarros, 14,7 km nordväst om Plenas. Omgivningarna runt Plenas är i huvudsak ett öppet busklandskap.